# Pavelhaus

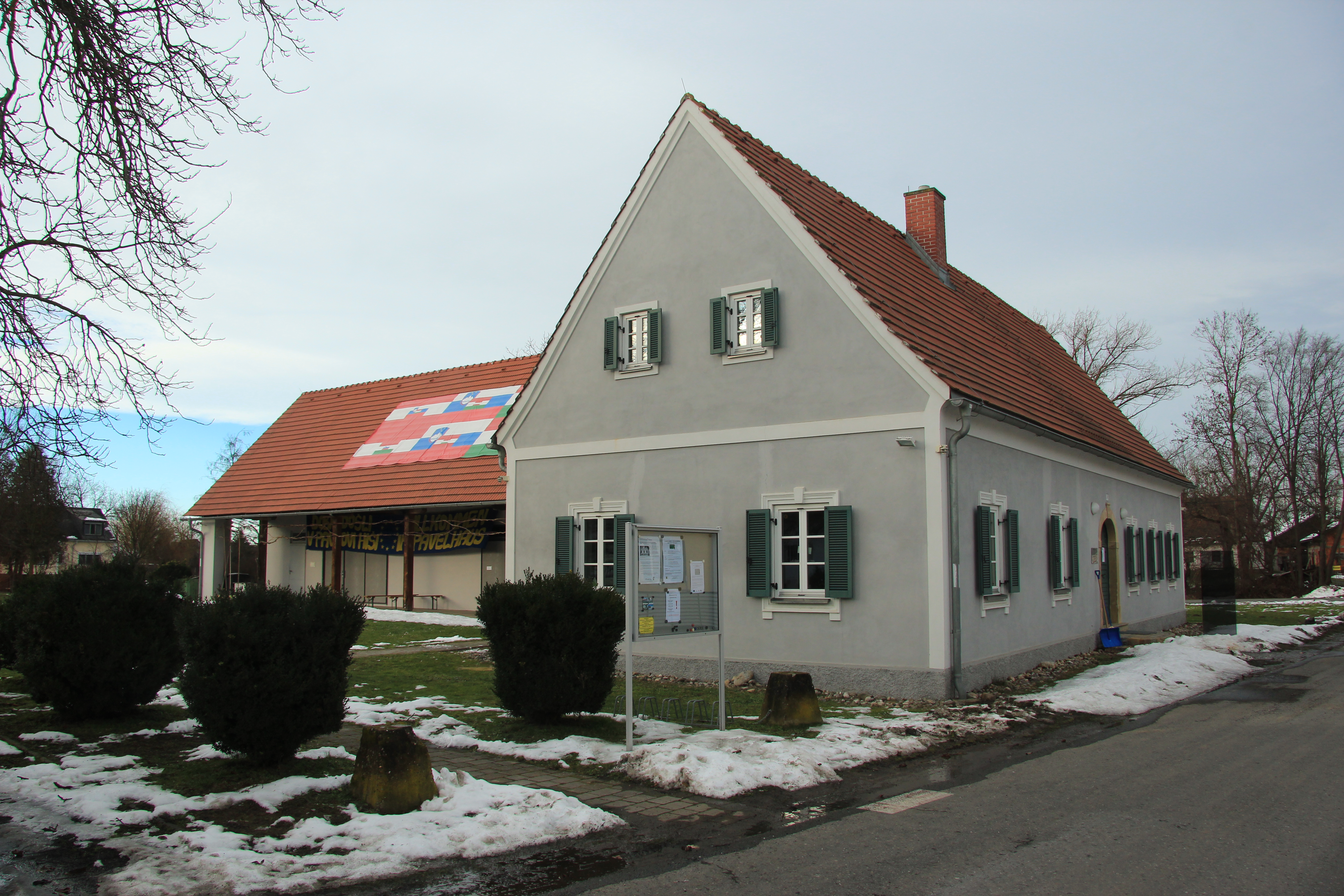
Das Pavelhaus in Laafeld

Das Pavelhaus, slowenisch Pavlova hiša, ist ein Museum, eine Begegnungsstätte und ein Kulturzentrum der slowenischen Volksgruppe in der österreichischen Steiermark. Das Pavelhaus wird vom Artikel VII Kulturverein für Steiermark betrieben. Es liegt in der kleinen Ortschaft Laafeld (slowenisch Potrna) bei Bad Radkersburg. Benannt ist es nach Ágoston Pável, einem slowenischen Dichter, Ethnologen und Sprachwissenschaftler.

## Geschichte
1988 wurde an der Grazer Universität von einer engagierten Gruppe um den Philosophieprofessor Wolfgang Gombocz der Artikel-VII-Kulturverein gegründet, der die im Staatsvertrag von 1955 verbrieften Rechte der slowenischen Volksgruppe in der Steiermark vollständig umgesetzt sehen wollte. Im Jahr 1995 konnte vom Verein schließlich ein verfallenes Bauernhaus im kleinen Dorf Laafeld/Potrna in der Gemeinde Radkersburg-Umgebung erworben werden. Dieses wurde mit finanzieller Unterstützung der Republiken Österreich und Slowenien renoviert und in den folgenden Jahren zu einem zeitgemäßen Kulturzentrum ausgebaut.
Anfangs von einigen in der Region abgelehnt war es auch Ziel einer Briefbombe des Bombenbauers Franz Fuchs. Die offizielle Eröffnung des Pavelhauses im  Mai 1998 fand noch unter strengem Polizeischutz statt.

## Museum

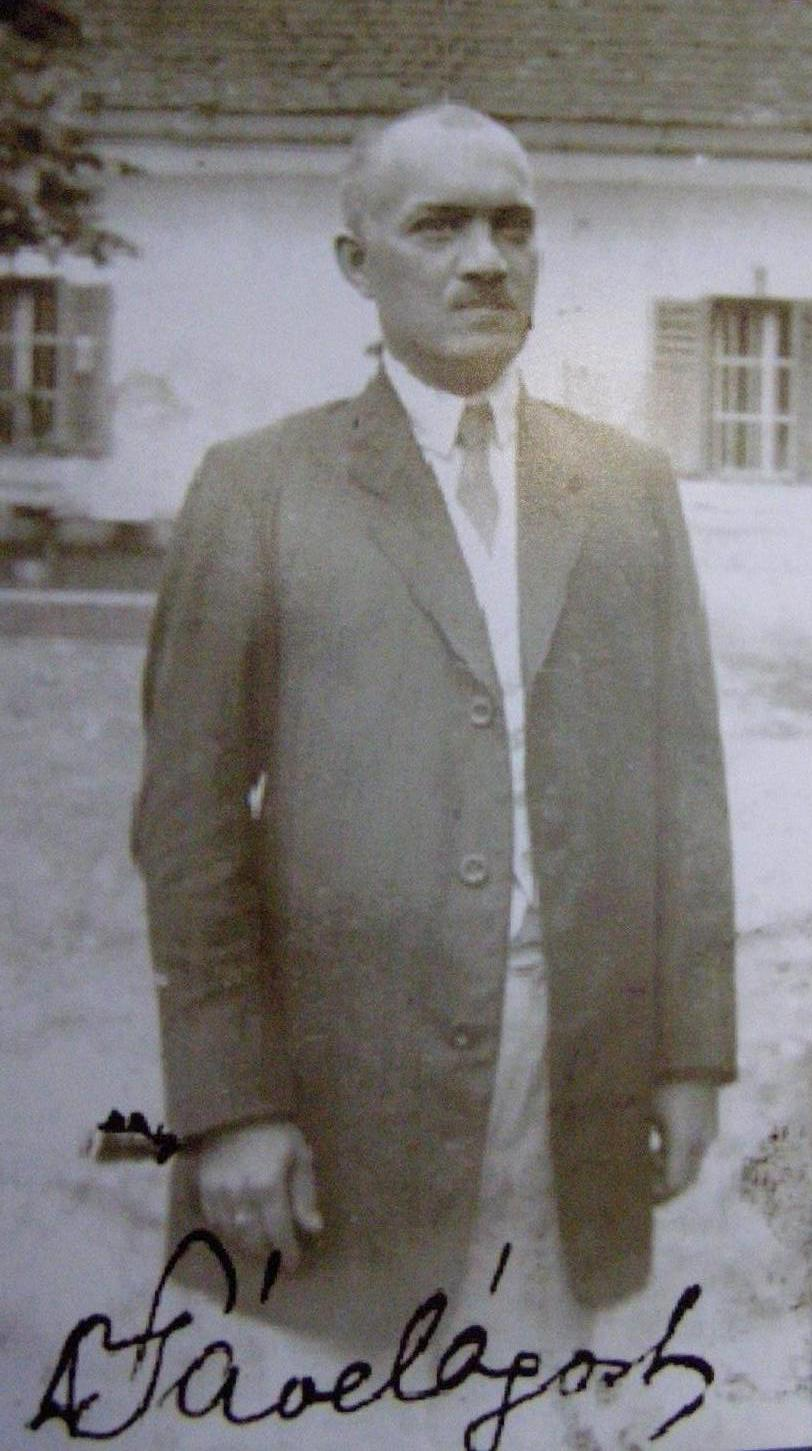
Ágoston Pável, Namensgeber des Hauses

Das Museum zeigt in seiner ständigen Ausstellung Einblicke in die slowenische Geschichte und Gegenwart der Steiermark unter besonderer Berücksichtigung der autochthonen slowenischen Volksgruppe in den Bezirken Südoststeiermark, Leibnitz und Deutschlandsberg. Die momentan gezeigte Fassung der Ausstellung geht auf eine umfassende Überarbeitung im Jahr 2014 zurück.
Die Überarbeitung der zweisprachigen Schautafelausstellung basiert auf der anlässlich des Kulturhauptstadtjahres 2012 in Maribor im ehemaligen Casino gezeigten Ausstellung "Gledat, kaj delajo - Schauen, was sie machen." Bestandteil aller Ausstellungen sind multimediale Präsentationen, in denen Angehörige der Minderheiten als Zeitzeugen über ihr Leben und das Leben in der Vergangenheit erzählen.
Die Ausstellung Roma in Slowenien behandelt ergänzend dazu die Geschichte und Entwicklung der Roma bei Cankova in Slowenien, ebenso wie die Ausstellung Deutschsprachige in Slowenien, die die Geschichte und Entwicklung der deutschsprachigen Minderheit in Abstall in Slowenien zeigt.
Neben diesen ständigen Ausstellungen werden auch laufend aktuelle Wechselausstellungen gezeigt wie z. B. Die Geschichte der Juden von Lendava (2004).

## Kulturzentrum
Das Kulturzentrum zeigt weiters jährlich mehrfach wechselnde Kunstausstellungen, die zeitgenössische Kunst aus Slowenien, Österreich und der ganzen Welt in einem kleinen Dorf abseits der großen Zentren zeigt. Außerdem gibt es im Pavelhaus auch zweisprachige Buchpräsentationen, Konzerte und Diskussionsrunden. Seit 2001 ist es Partner des internationalen Festivals Steirischer Herbst.

## Begegnungsstätte
Einhergehend mit dem Kulturzentrum ist das Pavelhaus Treffpunkt der slowenischen und anderer Minderheiten, die ihre kulturelle Identität suchen und bewahren möchten. Vorträge und Workshops zu diesen Themen sollen gleichzeitig das Verständnis für die Minderheit wecken und fördern. Zusammen mit dem Artikel-VII-Verein für die Slowenen in der Steiermark stellt das Pavelhaus die politische Forderung nach Anerkennung als nationale slowenische Minderheit auf.

## Bedeutung
Im Mai 2001 besuchte Waltraud Klasnic als erster Landeshauptmann das Pavelhaus und ließ das Pavelhaus einmalig mit 200.000 Schilling fördern. Trotz der Erwähnung der steirischen Slowenen im Artikel 7 des Österreichischen Staatsvertrags von 1955 weigert sich das Bundesland Steiermark bis heute, die slowenische Sprachgruppe als nationale Minderheit anzuerkennen. Im benachbarten Bundesland Kärnten führte ein ähnlicher Konflikt zum sogenannten Ortstafelstreit.